# Хасан Али Мансур
Хасан Али Мансур (араб. حسنعلی منصور‎, 13 апреля 1923, Тегеран — 27 января 1965, там же) — премьер-министр Ирана (7 марта 1964 — 27 января 1965).
Родился в Тегеране в 1923 году в семье будущего премьер-министра страны Али Мансура. Окончил Высшую школу Фируз-Бахрам. Во время Второй мировой войны окончил факультет права Тегеранского университета.
С 1954 работал в министерстве иностранных дел, затем дважды назначался главой канцелярии премьер-министра, первый раз на короткий срок из-за смены правительства, а второй — на 2 года. В 1957 премьер-министр Манучехр Эгбал назначил его председателем экономического совета и вице-премьер-министром. Он также занимал должности министра труда и министра торговли. Премьер-министр Амир Асадолла Алям назначил его председателем страховой компании «Бимех Иран».
В середине 1950-х годов вошёл в «Прогрессивный центр Ирана» (ПЦИ), состоявший из группы образованных молодых людей, состоявших на государственных должностях и бывших сторонниками монархии и антикоммунистами. Был включён в Высший экономический совет с идеями и планами ПЦИ по спасению ухудшавшейся экономической ситуации в Иране.
На выборах в меджлис в сентябре 1963 года сторонники ПЦИ получили 140 из 200 мест, а Х. А. Мансур избран лидером большинства. В декабре на основе ПЦИ была основана партия «Иране новин», которую он возглавил.
В марте 1964 под прямым давлением президента США Линдона Джонсона как прозападный политик, ориентировавшийся на США и Европу, был назначен премьер-министром. В правительство тогда впервые вошли многие члены «Иран Новин», в том числе такие впоследствии известные политики, как Амир Аббас Ховейда и Джамшид Амузегар. Правление Мансура, положившее начало политике «Белой революции», сопровождалось подавлением движения шиитских радикалов, с которыми первоначально он пытался договориться. Когда на аудиенции у шаха и премьера духовный лидер шиитов аятолла Хомейни отказался прекратить критику режима и принятого закона об особом статусе американских граждан в Иране (так называемый «акт о капитуляции»), Мансур дал ему пощёчину. Затем Хомейни подвергся домашнему аресту и затем, осенью, выслан в Турцию.
Чтобы преодолеть дефицит бюджета, по его указанию цена на бензин выросла с 5 до 10 риалов, но вследствие забастовок водителей такси решение было отменено.
Служба государственной безопасности САВАК, руководителем которой в то время был генерал Хассан Пакраван, не смогла своевременно предотвратить террористический акт в отношении премьер-министра.
21 января 1965 был тяжело ранен Мохаммадом Бохараи, участником группы «Федаины ислама» ("Жертвующие собой ради ислама") на площади Бахерестан, когда направлялся в меджлис и скончался через несколько дней. 4 участника покушения были схвачены и казнены вместе с 10 организаторами теракта.
Он был похоронен на кладбище Шах-Абдол-Азим недалеко от мавзолея Реза-шаха и на месте его могилы был сооружён Вечный огонь из чёрного гранита. После Исламской революции могила была разрушена аятоллой Хальхали в рамках кампании по уничтожению могил бывшей шахской элиты, а его останки были выкопаны и рассеяны.